# Prom Night (single)
Prom Night é uma canção do cantor, compositor e produtor musical Jeffree Star, gravada em 2011 que foi confirmada como Single no início de 2012. Foi lançado parcialmente, já que o seu EP, Virginity, foi cancelado por Jeffree ao anunciar o lançamento de Concealer, EP onde um remix da canção estará presente. O lançamento de Concealer está previsto para dezembro de 2012 e Prom Night talvez se torne um single totalmente válido.

## História
Jeffree diz ter se inspirado numa formatura em Beverly Hills, onde esteve presente e inclusive gravou um vídeo após a festa, comentando sobre o quanto foi "divertido" e prometeu escrever uma música inspirada nesse tema. Após algum tempo, foi anunciado a gravação do single Prom Night.

## Videoclipe
O videoclipe de Prom Night se inicia quando Jeffree está se arrumando para sua formatura junto com sua amiga, ajudando-a na maquiagem. O clipe faz mechandising da White Smile, caneta que serve como uma espécie de maquiagem para os dentes, deixando-os brilhando. Ao arrumar sua bolsa, Jeffree rasga a foto de sua rival no álbum de formatura e guarda uma arma cor-de-rosa. Então, ele entra com seus amigos na limousine e segue para o local da festa de formatura. Após muita dança, há a eleição da pessoa mais bonita da festa e sua rival boicota a votação e embriaga o juiz. Jeffree então, ao ver que perdeu injustamente, retira sua arma e atira em todos no palco. O clipe termina quando uma pequena garota com uma faixa escrita "Queen Killer" mata todos com uma arma propulsora de fogo e diz: "F****-se seus amadores".

## Faixas
1. Prom Night

2. Blow Me

## Letra
Refrão da canção:
We're gonna party like it's prom night

We're gonna f*** like it's our first time

We're gonna party like it's prom night

I just wanna sweat it, out my clothes an in your mouth